# Szűk keresztmetszet (szoftver)
A szoftverfejlesztésben szűk keresztmetszet jelentkezik, ha egy alkalmazás vagy egy számítógépes rendszer kapacitását egyetlen komponens korlátozza, ahogyan egy palack nyaka lassítja a vízáramlást az üvegből. A szűk keresztmetszet a legkisebb áteresztőképességű elem a teljes tranzakciós útvonal elemei közül.
A rendszertervezők megpróbálják elkerülni a szűk keresztmetszeteket, és közvetlen erőforrást rendelnek a meglévő szűk keresztmetszetek felkutatására és finomhangolására. Néhány példa a lehetséges műszaki szűk keresztmetszetekre: processzor, kommunikációs kapcsolat, lemez-IO stb. Bármely rendszer vagy alkalmazás eléri a szűk keresztmetszetet, ha a munka kellően gyors ütemben érkezik.
A szűk keresztmetszetek (néha úgynevezett "forró pontok" - a kód leggyakrabban végrehajtott szakaszai - vagyis a legmagasabb végrehajtási számmal rendelkeznek) felkutatását teljesítményelemzésnek nevezzük. Kiküszöbölésüket általában speciális eszközökkel (teljesítményelemzők vagy profilozók néven ismertek) végzik. A cél az, hogy az adott kódrészeket a lehető leggyorsabban teljesítővé tegyük, az általános algoritmikushatékonyság javítása érdekében.

## Fordítás
Ez a szócikk részben vagy egészben  a   Bottleneck (software) című angol Wikipédia-szócikk ezen változatának fordításán alapul.  Az eredeti cikk szerkesztőit annak laptörténete sorolja fel. Ez a jelzés csupán a megfogalmazás eredetét és a szerzői jogokat jelzi, nem szolgál a cikkben szereplő információk forrásmegjelöléseként.